# Globoplay
 (décembre 2021).
La mise en forme du texte ne suit pas les recommandations de Wikipédia : il faut le « wikifier ».
Les points d'amélioration suivants sont les cas les plus fréquents. Le détail des points à revoir est peut-être précisé sur la page de discussion.
- Les titres sont pré-formatés par le logiciel. Ils ne sont ni en capitales, ni en gras.
- Le texte ne doit pas être écrit en capitales (les noms de famille non plus), ni en gras, ni en italique, ni en « petit »…
- Le gras n'est utilisé que pour surligner le titre de l'article dans l'introduction, une seule fois.
- L'italique est rarement utilisé : mots en langue étrangère, titres d'œuvres, noms de bateaux, etc.
- Les citations ne sont pas en italique mais en corps de texte normal. Elles sont entourées par des guillemets français : « et ».
- Les listes à puces sont à éviter, des paragraphes rédigés étant largement préférés. Les tableaux sont à réserver à la présentation de données structurées (résultats, etc.).
- Les appels de note de bas de page (petits chiffres en exposant, introduits par l'outil «  Source ») sont à placer entre la fin de phrase et le point final[comme ça].
- Les liens internes (vers d'autres articles de Wikipédia) sont à choisir avec parcimonie. Créez des liens vers des articles approfondissant le sujet. Les termes génériques sans rapport avec le sujet sont à éviter, ainsi que les répétitions de liens vers un même terme.
- Les liens externes sont à placer uniquement dans une section « Liens externes », à la fin de l'article. Ces liens sont à choisir avec parcimonie suivant les règles définies. Si un lien sert de source à l'article, son insertion dans le texte est à faire par les notes de bas de page.
- La présentation des références doit suivre les conventions bibliographiques. Il est recommandé d'utiliser les modèles {{Ouvrage}}, {{Chapitre}}, {{Article}}, {{Lien web}} et/ou {{Bibliographie}}. Le mode d'édition visuel peut mettre en forme automatiquement les références.
- Insérer une infobox (cadre d'informations à droite) n'est pas obligatoire pour parachever la mise en page.

Pour une aide détaillée, merci de consulter Aide:Wikification.
Si vous pensez que ces points ont été résolus, vous pouvez retirer ce bandeau et améliorer la mise en forme d'un autre article.

Globoplay est une plateforme numérique de streaming vidéo et audio à la demande, développée et exploitée par Grupo Globo, a été lancée le 3 novembre 2015,. En 2020, elle s'établit avec la barre des 20 millions d'utilisateurs et devient le leader national du streaming. En 2021, avec l'achèvement du projet Uma Só Globo du Grupo Globo, Globoplay devient une filiale d'une nouvelle société appelée Globo.
Le service propose des productions originales et exclusives en partenariat avec les chaînes Globo, des producteurs internationaux et des producteurs indépendants, qu'il s'agisse de films, de séries, d'émissions de télévision ou de podcasts. Sa principale branche de production originale, Studios Globo, Globo Filmes, DGJE et les divisions de contenu du groupe Globo.
Le service a été lancé aux États-Unis le 19 janvier 2020 et a commencé son expansion mondiale,,. En septembre 2021, il a été annoncé que Globoplay serait lancé au Canada et en Espagne dans plus de 20 pays européens,, dont l'Italie, la France, la Suisse, l'Allemagne, l'Espagne, le Portugal et le Royaume-Uni à partir du 14 octobre 2021.

## Programmation
Globoplay offre un contenu vidéo en streaming ou à la demande de programmes issus de la bibliothèque archivée de Globo, ainsi que des programmes originaux et des programmes internationaux exclusifs. Le streaming en direct de Globo et de certains de ses affiliés est également disponible, bien que les utilisateurs doivent configurer leur compte pour qu'il soit situé dans la zone de streaming autorisée, qui comprend 47 affiliés opérant dans 22 des 26 États du Brésil. Si le compte d'une personne est configuré pour avoir un emplacement en dehors de ces filiales, ou si cette personne vit en dehors du Brésil et n'a pas configuré directement un emplacement spécifique, la fonction de diffusion en direct est automatiquement indisponible.
En plus des productions nationales et des documentaires originaux, la plateforme a également annoncé l'inclusion de telenovelas mexicaines grâce à un partenariat exclusif avec Televisa, à savoir Imperio de Mentiras, Rubí (2020), Amar a Muerte, La Usurpadora, Marimar et Maria la del barrio (également disponibles en espagnol),,,.

## Distribution exclusive
Globoplay a acheté des droits de distribution exclusifs et non exclusifs pour diffuser des programmes internationaux au Brésil. La série télévisée dramatique médicale Good Doctor d'ABC a été lancée le 22 août 2018 comme premier programme international exclusif du service.